# Теория дискретных функций
Тео́рия дискретных функций (теория дискретных функциона́льных систе́м) — раздел дискретной математики, занимающийся изучением функций, описывающих работу дискретных преобразователей.
В теории функциональных систем рассматриваются следующие классы функций:
- булевы функции
- функции k-значной логики
- автоматные функции
- вычислимые функции

С каждым из этих классов естественным образом связываются операции, позволяющие из одних функций данного класса строить другие функции того же класса. Такими операциями являются операция суперпозиции (подстановка), операция обратной связи, операция примитивной рекурсии и {\displaystyle \mu }-операция (минимизация). В результате получаются функциональные системы с операциями.